# والتر لارنس رید

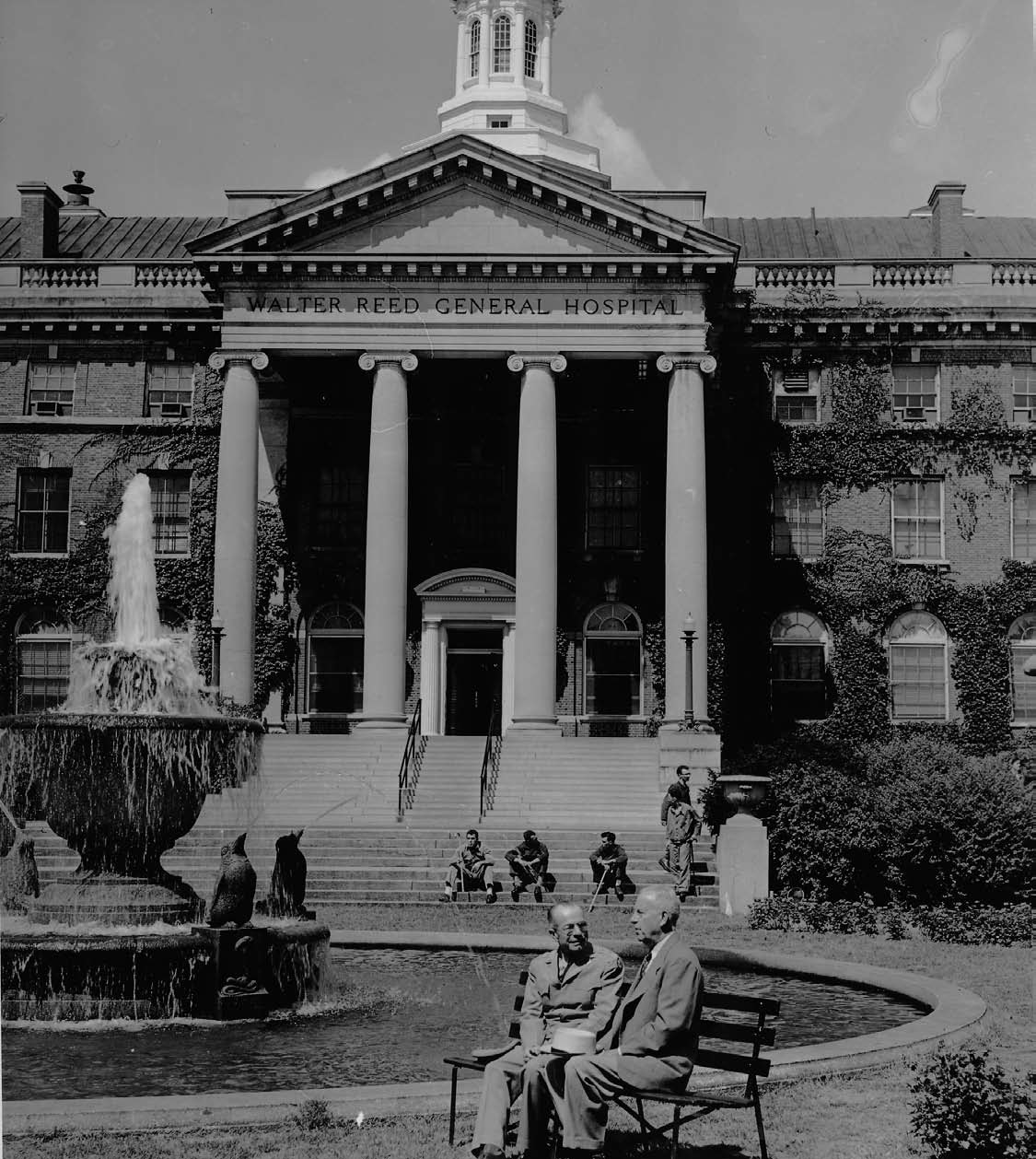
نشسته در کنار سر لشکر استریت، فرمانده مرکز پزشکی والتر رید در همان محل

والتر لارنس رید (۴ دسامبر ۱۸۷۷ - ۱ می ۱۹۵۶) سرلشکر ارتش آمریکا بود که از ۱ دسامبر ۱۹۳۵ تا ۲۳ دسامبر ۱۹۳۹ به عنوان بازرس کل ارتش آمریکا خدمت کرده است.
پدر او سرگرد والتر رید افسر نیروی پزشکی ارتش بود که مرکز پزشکی ارتش والتر رید به افتخار او نامگذاری شده بود.
سرلشکر رید در ۱۹۵۶ در همان مرکز پزشکی درگذشت و در آرامستان ملی آرلینگتون، بخش ۳ قطعه ۱۸۶۳-B به خاک سپرده شد.